# Абд Манаф ибн Кусай
Абд Манаф ибн Кусай аль-Кураши — прапрадед исламского пророка Мухаммеда. Его отца звали Кусай ибн Килаб.

## Раскол среди курайшитов
Абд Манаф был в почёте ещё при жизни отца, и его мнение принималось во внимание во всех делах, однако Кусай перед смертью отдал все свои полномочия первенцу Абд ад-Даре. Кусай тогда сказал Абд ад-Дару: «Клянусь Аллахом, сын мой! Я тебя сделаю таким же, как и они, хоть они и опередили тебя по авторитету. Никто из них не войдёт в Каабу, пока ты не откроешь её. Никто не развернёт курайшитам знамя войны, кроме как ты своими руками. Никто из паломников не будет есть кроме как твою пищу. Курайшиты все свои дела будут решать в твоём доме». Абд ад-Даре были переданы полномочия в доме совета, где курайшиты решали свои дела, ключи от Каабы, знамя войны, право на владение источником Замзам и право сбора продуктов для паломников.
Сыновья Абд Манафа: Абд Шамс, Хашим, аль-Мутталиби и Науфаль посчитали, что у них больше прав на то, что передал Кусай Абд ад-Дару и решили отнять их у Бану Абд ад-Дар. Группу сторонников Бану Абд ад-Дар возглавлял Амир ибн Хашим.
Группы сторонников рода Абд Манаф, во главе которой стоял Абд Шамс ибн Абд Манаф заключила между собой договор, подтверждающий, что они не откажутся от своей позиции и не предадут друг друга. Люди из Бану Абд Манаф вынесли блюдо, наполненное благовониями, положили блюдо перед своими союзниками в храме возле Каабы, после чего сторонники Бану Абд Манаф опустили руки в блюдо и коснулись рукой Каабы, оставляя отпечатки в знак заверения. Их стали называть «надушенными благовониями» (аль-мутайябун). Люди из Бану Абд ад-Дара также заключили союз со своими сторонниками возле Каабы и их стали называть «союзниками» (аль-ахлаф).
Видя, что раскол может дойти до войны, оба рода призвали прийти к компромиссу. Бану Абд Манафу были предоставлены права на источник Замзам и сбор скота для приготовления пищи паломникам, а ключи от Каабы, боевое знамя и дом совета остались у рода Абд ад-Дара. Каждая сторона осталась довольной и люди перестали готовиться к войне.

## Семья
У Абд Манафа было несколько жён из влиятельных племён, среди которых Атика бинт Мурра из рода Хавазин, Райта из Таифа и Вакида бинт Амр. У Райты родился один сын, которого звали Абд или Абд аль-Амр, который умер бездетным. У Вакиды также был один сын, которого звали Науфаль. Атика родила пятерых сыновей и шесть дочерей. Сыновей Атики звали Амр (Хашим ибн Абд Манаф), Абд Шамс, Мутталиб, Хала и Барра. Мутталиб был моложе Хашима и стал его преемником. Дочерей Атики звали: Тумадир (Тамадур), Килаба, Хайя, Райта (Рита), Умм Ахсам и Умм Суфьян.